# Kuzu no Honkai
Kuzu no Honkai (クズの本懐 lit. Deseo de la escoria?), también conocida como Scum's Wish, es una serie de manga escrita e ilustrada por Mengo Yokoyari. Ha sido serializada en la revista de manga seinen Big Gangan de Square Enix desde 2012, y ha sido compilada en 8 volúmenes tankōbon. Una adaptación a serie anime producida por el estudio Lerche se emitió entre el 12 de enero y el 30 de marzo de 2017 por la televisiva Fuji TV.

## Argumento
Hanabi Yasuraoka es una estudiante de secundaria que ha estado enamorada por mucho tiempo de su amigo de la infancia, Narumi Kanai, quien ahora resulta profesor de instituto. Sin embargo, al ver la mirada en los ojos de Narumi cuando este ve a la nueva profesora de música, Akane Minagawa, Hanabi se da cuenta de que está enamorado de Akane y no de ella. Hanabi está celosa de ello. Posteriormente conoce a Mugi Awaya, otro estudiante también enamorado de Akane, quien solía ser su tutora cuando asistía a la preparatoria. Hanabi y Mugi hacen un pacto y comienzan una relación falsa para satisfacer la soledad provocada por sus respectivos amores no correspondidos, tanto sexual como emocionalmente. Ambos acuerdan no enamorarse el uno del otro y poner fin a la relación si su amor es devuelto por la gente de la que están enamorados.

## Personajes
Hanabi Yasuraoka (安楽岡 花火 Yasuraoka Hanabi?)
Seiyū: Chika Anzai, Miyu Yoshimoto (acción real), Montserrat Aguilar (español latino)
Hanabi es una joven colegiala de dieciséis años que cursa su segundo año en el instituto. Empieza a sentir atracción hacía su vecino y amigo de la infancia (al cual llama "Onii-chan"), que luego, se va a trabajar al mismo instituto al cual ella asiste, donde se ve obligada a ocultar sus sentimientos por él. Después de descubrir que Narumi está enamorado de Akane, Hanabi comienza una relación falsa con Mugi para satisfacer su soledad mutua. Más tarde entabla una relación física con su mejor amiga Sanae, pero la relación termina después de que Sanae decide renunciar a Hanabi. Hanabi luego decide dejar su relación falsa con Mugi y toma un camino diferente para encontrar su verdadero amor. En Decoración, Hanabi no ha dejado atrás sus sentimientos por Mugi, a pesar de estar con muchos amigos durante el tiempo que estuvieron separados, todavía lo ama. Mientras trabaja como miembro del personal en una sala de conciertos, ve a Mugi nuevamente y los dos aceptan el amor del otro y se toman de la mano, posiblemente comenzando la relación genuina que ambos esperaban.
Mugi Awaya (粟屋 麦 Awaya Mugi?)
Seiyū: Nobunaga Shimazaki, Dori Sakurada (acción real), Armando Guerrero (español latino)
Es un joven de dieciséis años que cursa segundo año en el instituto, se ve enredado en una relación con Hanabi debido a su amor no correspondido por Akane Minagawa, la profesora de su instituto a quien en secreto, ama desde tiempo atrás. En la secundaria, Mugi ya había tenido una relación secreta con su senpai, Mei Hayakawa, quien le quitó la virginidad ya que no podía confesarle su amor a Akane. Mugi siempre había sido consciente de qué tipo de persona era Akane, pero la amaba de todos modos. Más adelante en la serie, Mugi le confiesa a Akane y tienen una cita. Sin embargo, después de la cita, Mugi se da cuenta de que no puede aferrarse a la imagen ideal que tenía de Akane y se despide de Akane con la esperanza de que finalmente pueda dejarla. Más tarde, se muestra que siguió adelante después de llegar a la conclusión de terminar todo con Hanabi para buscar una vida mejor y encontrar el amor verdadero. En Decoración, Mugi todavía no tiene Superó a Hanabi a pesar de haber tenido una multitud de encuentros sexuales con diferentes mujeres en el transcurso de su tiempo separados. Finalmente, mientras sueña despierto con Hanabi, rechaza una invitación para tener sexo de una mujer que se le acercó en su trabajo, donde llega a la conclusión de que Hanabi es la chica que quiere. Cuando finalmente vuelve a ver a Hanabi en un concierto, le pide a Dios que permita que su relación con ella dure esta vez y los dos se toman de la mano, lo que posiblemente signifique que los dos comenzarán la relación que habían querido.
Narumi Kanai (鐘井 鳴海 Kanai Narumi?)
Seiyū: Kenji Nojima, Kouki Mizuta (acción real), Ferso Velázquez (español latino)
El amigo de la niñez y vecino de Hanabi, que se convierte en su maestro de secundaria en la escuela que va Hanabi. Su madre murió cuando era joven, por lo que usualmente iba a casa de Hanabi para comidas caseras. Se siente atraído por las mujeres con el pelo largo, como le recuerdan a su madre. Incluso después de conocer la verdadera naturaleza de Akane, no parece importarle y le pide que se case con él, lo que ella acepta.
Akane Minagawa (皆川 茜  Minagawa Akane?)
Seiyū: Aki Toyosaki, Rina Aizawa (acción real), Jocelyn Robles (español latino)
Una nueva profesor de música que llega a la escuela durante el primer año de Hanabi. En el exterior, es una mujer agradable y de buen comportamiento que es adorada por sus alumnos, pero en realidad le encanta la sensación de ganarse el corazón de un hombre mientras lastima directamente a otra persona que está enamorada de ese hombre. También se la puede considerar una persona solitaria y una ninfómana, ya que tuvo relaciones sexuales con Mugi cuando éste le confesó su amor. Intenta seducir a Narumi como en sus relaciones anteriores, pero se da cuenta de que Narumi se abstiene de tocarla, a diferencia de los hombres de su pasado, y luego se da cuenta de que la ama. Después de que Narumi le pide que se case con él a pesar de conocer su verdadera naturaleza, Akane comienza a interesarse por él.
Sanae Ebato (絵鳩 早苗  Ebato Sanae?)
Seiyū: Haruka Tomatsu, Sarii Ikegami (acción real), Alexa Navarro (español latino)
Amiga y compañero de clase de Hanabi. Sanae ha estado enamorada de Hanabi desde que la salvó de un acosador. Cuando Sanae tiene una fiesta de pijamas en la casa de Hanabi, la besa impulsivamente y le confiesa su amor en el proceso. Los dos luego comienzan una relación física. Atsuya luego le pregunta a Sanae si realmente está enamorada de Hanabi o si simplemente se siente atraída sexualmente por ella. Después de considerarlo, Sanae se da por vencida con Hanabi e intenta terminar su amistad, aunque Hanabi se niega y dice que quiere mantener su amistad y le dará a Sanae espacio y tiempo hasta que esté lista para volver a ser amiga. Más tarde, Sanae le dice a Atsuya que, si bien ama a Hanabi, se está rindiendo y comenzará a confiar más en él. Más tarde, se muestra que Hanabi y Sanae se reúnen y vuelven a ser amigas en común.
Noriko Kamomebata (鴎端 のり子  Kamomebata Noriko?)
Seiyū: Shiori Izawa, Susana Moreno (español latino)
La amiga de la infancia de Mugi que ha estado enamorada de él desde que alguien le dijo que ella y Mugi parecían un "príncipe" y una "princesa". Ella ha estado persiguiendo a Mugi y tratando de actuar y verse como una princesa debido al comentario. Odia su propio nombre y prefiere que la llamen "Moka". Cuando le confiesa sus sentimientos a Mugi, Mugi se aprovecha de ella para buscar una relación física sin devolverle sus sentimientos. Sin embargo, Mugi luego se da cuenta de que Moka es especial para él y no quiere arruinarla por sus necesidades egoístas; por lo tanto, su relación termina.

## Media

### Manga
Mengo Yokoyari comenzó a serializar el manga en la revista Big Gangan de Square Enix en 2012. El manga finalizó el 25 de marzo de 2017.

#### Volúmenes
| Núm. | Fecha de publicación    | ISBN                   |
| ---- | ----------------------- | ---------------------- |
| 1    | 19 de enero de 2013     | ISBN 978-4-7575-3887-0 |
| 2    | 25 de octubre de 2013   | ISBN 978-4-7575-4103-0 |
| 3    | 25 de abril de 2014     | ISBN 978-4-7575-4264-8 |
| 4    | 19 de noviembre de 2014 | ISBN 978-4-7575-4467-3 |
| 5    | 25 de junio de 2015     | ISBN 978-4-7575-4678-3 |
| 6    | 25 de marzo de 2016     | ISBN 978-4-7575-4895-4 |
| 7    | 24 de diciembre de 2016 | ISBN 978-4-7575-5199-2 |
| 7.5  | 24 de diciembre de 2016 | ISBN 978-4757552005    |
| 8    | 25 de marzo de 2017     | ISBN 978-4757552357    |

### Anime
Una adaptación a anime fue anunciada en marzo de 2016 y se emitió en Fuji TV entre el 12 de enero y el 30 de marzo de 2017. Fue transmitido exclusivamente por Amazon Prime Video en Japón y en todo el mundo. La serie es dirigida por Masaomi Ando y producida por Lerche, con la composición de la serie hecha por Makoto Uezu, el diseño de los personajes es hecho por Keiko Kurosawa y la música por Masaru Yokoyama. La serie tiene 12 episodios publicados a través de 6 volúmenes Blu-ray/DVD. El opening es Uso no Hibana (嘘の火花?  lit. Chispa de una Mentira) interpretado por 96neko y el ending es Heikōsen (平行線?  lit. Linea Paralela) interpretado por Sayuri. 
El anime ha sido licenciado por Sentai Filmworks para su lanzamiento en video digital y doméstico. Anime Onegai obtuvo la licencia de la serie en América Latina.
El 8 de abril de 2024, la serie tuvo un doblaje en español latino, el cual fue estrenado por Anime Onegai.

#### Lista de episodios
| N.º | Título                                                                             | Estreno               |
| --- | ---------------------------------------------------------------------------------- | --------------------- |
| 1   | «Pide un deseo» «Nozomi Kanae Tamae» (望み叶え給え)                                | 12 de enero de 2017   |
| 2   | «Estoy aquí por esa calidez» «Sono Nukumori ni Yōgāru!» (そのぬくもりに用がある！) | 19 de enero de 2017   |
| 3   | «Muéstrame amor (No es un sueño)» «Show Me Love (Not A Dream)»                     | 26 de enero de 2017   |
| 4   | «¡Manzana mala!» «Bad Apple!!»                                                     | 2 de febrero de 2017  |
| 5   | «Destruction Baby» «Destruction Baby»                                              | 9 de febrero de 2017  |
| 6   | «Bienvenido a la Dimensión X» «X Jigen e Yōkoso» (X次元へようこそ)                 | 16 de febrero de 2017 |
| 7   | «Mucho amor» «Ai wa Takusan» (愛はたくさん)                                        | 23 de febrero de 2017 |
| 8   | «Dulce estribillo» «Sweet Refrain»                                                 | 2 de marzo de 2017    |
| 9   | «Nadador mariposa» «Butterfly Swimmer»                                             | 9 de marzo de 2017    |
| 10  | «El frágil vacío» «Kara no Waremono» (カラノワレモノ)                              | 16 de marzo de 2017   |
| 11  | «Una clase de Dios» «Yasashi Kami-sama» (やさしいかみさま)                         | 23 de marzo de 2017   |
| 12  | «2 historias» «2-Ri no sutōrī» (2人のストーリー)                                   | 30 de marzo de 2017   |

### Adaptación de acción real
Una adaptación de acción real se emitió en Fuji TV desde el 18 de enero hasta el 6 de abril de 2017.